# Embajada de España en Libia
La Embajada de España en Libia es la máxima representación legal del Reino de España en el Estado de Libia.

## Embajador
El actual embajador es Francisco Javier García-Larrache Olalquiaga, quien fue nombrado por el gobierno de España el 7 de julio de 2020.

## Misión diplomática
La embajada española en Libia se concentra en Trípoli, capital del país, que fue elevaba a la categoría de embajada en 1961.

## Historia
El 21 de noviembre de 1949, la Asamblea General aprobó una resolución de las Naciones Unidas que indicaba que Libia debía ser independiente antes de 1952, y concretamente, el 24 de diciembre de 1951, Libia se convirtió en una monarquía constitucional, con el rey Idris de la dinastía Sanusí como monarca. 
España envió enviados extraordinarios y plenipotenciarios entre 1954 y 1961, cuando elevó la representación a embajada residente. España siguió manteniendo relaciones con el país norteafricano durante la dictadura personalista de Muamar el Gadafi, quien había derrocado al monarca en 1969. El ejército español, amparado por la Resolución 1973 del Consejo de Seguridad de las Naciones Unidas participó en la Intervención militar en Libia de 2011 que concluyó con el derrocamiento de Gadafi.
Con anterioridad a la dictadura de Muamar el Gadafi, los embajadores extranjeros se acreditaban ante el monarca de Libia, como jefe de Estado. Entre 1970 y 2011 Gadafi ejerció como jefe de Estado hasta su derrocamiento. En la actualidad, la comunidad internacional da su reconocimiento al Gobierno de Acuerdo Nacional (GAN), un órgano ejecutivo de transición auspiciado en 2015 por Naciones Unidas para la dirección política de Libia, creado en el contexto de la segunda guerra de Libia entre fuerzas leales a la Cámara de Representantes y otras al islamista del Congreso General Nacional. El cargo de Presidente del GAN lleva asociado el cargo de Primer Ministro de la nación, y es a quien corresponde recibir la acreditación de embajadores extranjeros.

## Demarcación
La demarcación de Libia contenía a:
- República del Chad: España estableció relaciones diplomáticas con Chad en 1975 con la creación de una embajada no residente en Yamena.[2] Desde 1975 los asuntos consulares dependían de la Embajada española en Trípoli (Libia) hasta 1978, finalmente, desde 1983, pasen a depender de la Embajada española de Yaundé.